# Deutscher Filmpreis 2016

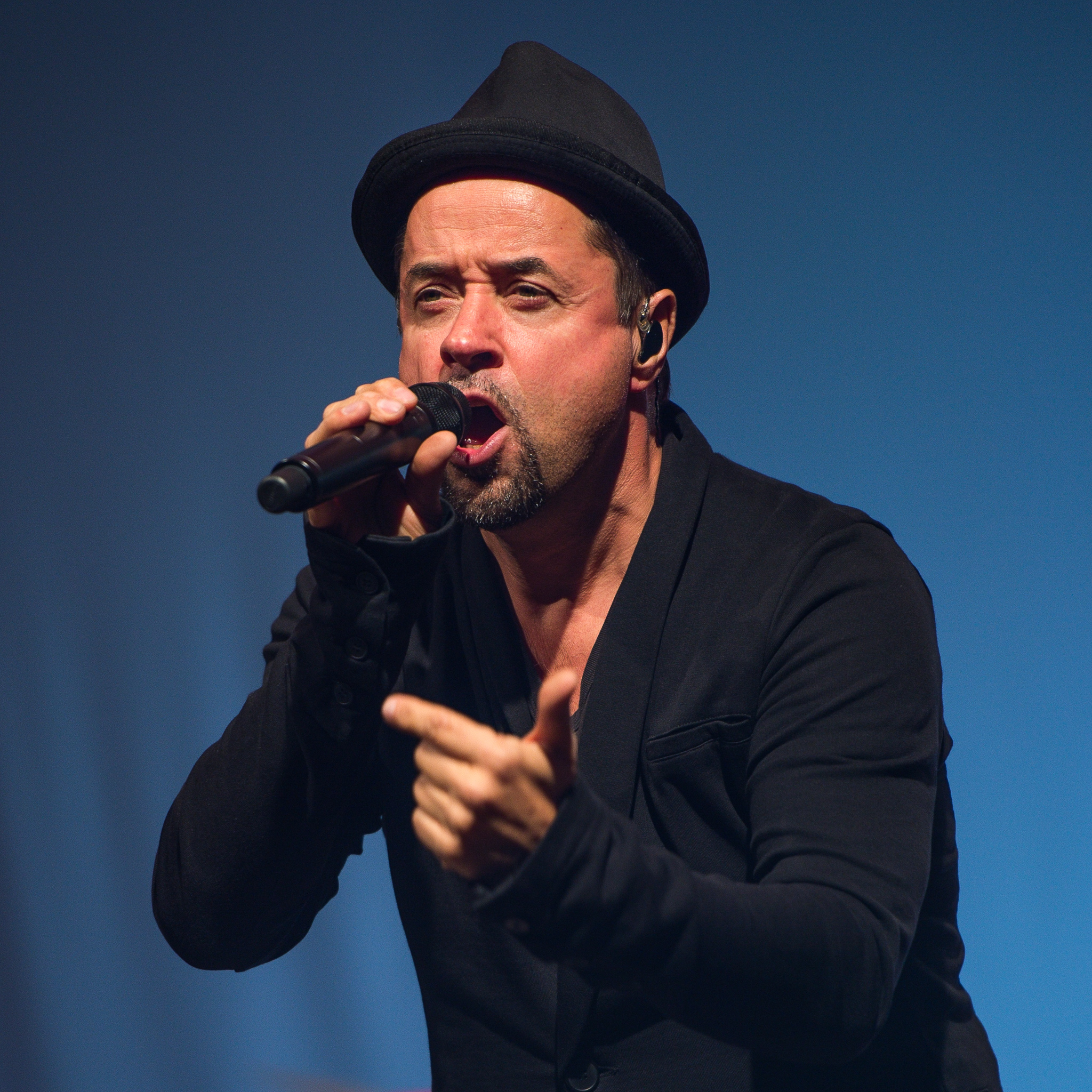
Jan Josef Liefers moderierte die Verleihung

Die 66. Verleihung des Deutschen Filmpreises Lola fand am 27. Mai 2016 im Palais am Funkturm in Berlin statt und wurde am selben Abend im Ersten ausgestrahlt. Der Deutsche Filmpreis ist mit 2,955 Millionen Euro die höchstdotierte Kulturauszeichnung der Bundesrepublik Deutschland und wird von der 2003 gegründeten Deutschen Filmakademie in bis zu 18 Kategorien vergeben. Moderiert wurde die Veranstaltung zum dritten Mal von Jan Josef Liefers. Die Nominierungen wurden am 15. April 2016 bekannt gegeben.

## Preisträger und Nominierungen

### Bester Spielfilm
| Auszeichnung        | Filmtitel                   | Produktion                                     | Regie            |
| ------------------- | --------------------------- | ---------------------------------------------- | ---------------- |
| Filmpreis in Gold   | Der Staat gegen Fritz Bauer | Thomas Kufus                                   | Lars Kraume      |
| Filmpreis in Silber | Herbert                     | Undine Filter, Thomas Král und Anatol Nitschke | Thomas Stuber    |
| Filmpreis in Bronze | 4 Könige                    | Benjamin Seikel und Florian Schmidt-Prange     | Theresa von Eltz |

- Er ist wieder da – Produktion: Christoph Müller und Lars Dittrich, Regie: David Wnendt
- Grüße aus Fukushima – Produktion: Harald Kügler und Molly von Fürstenberg, Regie: Doris Dörrie
- Ein Hologramm für den König – Produktion: Uwe Schott und Stefan Arndt, Regie: Tom Tykwer

### Bester Dokumentarfilm
Above and Below – Nicolas Steiner
- Democracy – Im Rausch der Daten – David Bernet
- Was heißt hier Ende? Der Filmkritiker Michael Althen – Dominik Graf

### Bester Kinderfilm
Heidi – Alain Gsponer
- Rico, Oskar und das Herzgebreche – Wolfgang Groos

### Bestes Drehbuch
Lars Kraume, Olivier Guez – Der Staat gegen Fritz Bauer
- Esther Bernstorff – 4 Könige
- Sonja Heiss – Hedi Schneider steckt fest

### Beste Regie
Lars Kraume – Der Staat gegen Fritz Bauer
- Maria Schrader – Vor der Morgenröte
- David Wnendt – Er ist wieder da

### Beste weibliche Hauptrolle
Laura Tonke – Hedi Schneider steckt fest
- Rosalie Thomass – Grüße aus Fukushima
- Jördis Triebel – Ein Atem

### Beste weibliche Nebenrolle
Laura Tonke – Mängelexemplar
- Anneke Kim Sarnau – 4 Könige
- Barbara Sukowa – Vor der Morgenröte
- Lina Wendel – Herbert

### Beste männliche Hauptrolle
Peter Kurth – Herbert
- Burghart Klaußner – Der Staat gegen Fritz Bauer
- Oliver Masucci – Er ist wieder da

### Beste männliche Nebenrolle
Ronald Zehrfeld – Der Staat gegen Fritz Bauer
- Fabian Busch – Er ist wieder da
- Michael Nyqvist – Colonia Dignidad – Es gibt kein Zurück

### Beste Kamera/Bildgestaltung
Markus Nestroy – Above and Below
- Jürgen Jürges – Ich und Kaminski
- Peter Matjasko – Herbert

### Bester Schnitt
Alexander Berner – Ein Hologramm für den König (A Hologram for the King)
- Peter R. Adam – Ich und Kaminski
- Hansjörg Weißbrich – Colonia Dignidad – Es gibt kein Zurück

### Bestes Szenenbild
Cora Pratz – Der Staat gegen Fritz Bauer
- Christian M. Goldbeck – Ich und Kaminski
- Bernd Lepel – Colonia Dignidad – Es gibt kein Zurück
- Volker Schaefer – Das Tagebuch der Anne Frank

### Bestes Kostümbild
Esther Walz – Der Staat gegen Fritz Bauer
- Nicole Fischnaller – Colonia Dignidad – Es gibt kein Zurück
- Anke Winckler – Heidi

### Bestes Maskenbild
Hanna Hackbeil – Herbert
- Lena Lazzarotto Henny Zimmer – Ich und Kaminski
- Astrid Mariaschk – Der Staat gegen Fritz Bauer

### Beste Filmmusik
Alexandre Desplat – Every Thing Will Be Fine
- Lorenz Dangel – Ich und Kaminski
- Julian Maas, Christoph M. Kaiser – Der Staat gegen Fritz Bauer

### Beste Tongestaltung
Frank Kruse, Matthias Lempert, Roland Winke – Ein Hologramm für den König
- Stefan Korte, Paul Rischer – Er ist wieder da
- Frank Kruse, Bruno Tarrière, Carlo Thoss – Colonia Dignidad – Es gibt kein Zurück

### Besucherstärkster Film
Bora Dagtekin – Fack ju Göhte 2

### Ehrenpreis
Regina Ziegler

### Bernd-Eichinger-Preis
Stefan Arndt